# Chlorota haemorrhoidalis
Chlorota haemorrhoidalis är en skalbaggsart som beskrevs av Olivier 1789. Chlorota haemorrhoidalis ingår i släktet Chlorota och familjen Rutelidae.

## Underarter
Arten delas in i följande underarter:
- C. h. durantonorum
- C. h. solimoensis
- C. h. touzoti